# Трехтелборн
Трехтелборн (њем. Tröchtelborn) општина је у њемачкој савезној држави Тирингија. Једно је од 57 општинских средишта округа Гота. Према процјени из 2010. у општини је живјело 337 становника. Посједује регионалну шифру (AGS) 16067068.

## Географски и демографски подаци
Трехтелборн се налази у савезној држави Тирингија у округу Гота. Општина се налази на надморској висини од 310 метара. Површина општине износи 5,7 km². У самом мјесту је, према процјени из 2010. године, живјело 337 становника. Просјечна густина становништва износи 59 становника/km².

## Међународна сарадња
| Мјесто | Држава    | Врста сарадње | Од    |
| ------ | --------- | ------------- | ----- |
|        | Француска | партнерство   | 1997. |
| Извор  |           |               |       |